# Teodoro II di Milano
Teodoro II (... – Roma, 739) è stato un arcivescovo longobardo, arcivescovo di Milano dal 725 al 739.

## Biografia
Poco si sa sulla vita di Teodoro II. Fonti locali, tarde e dubbie, lo indicano quale fratello di Aurona e quindi figlio di Ansprando e fratello di Liutprando e Sigiprando. Tuttavia, Paolo Diacono nella sua Historia Langobardorum non fa alcun cenno a tale personaggio, nemmeno laddove narra le vicende dei figli di Ansprando.
Eletto arcivescovo nel marzo del 732, dopo diversi anni di episcopato, Teodoro II morì nel 739 e venne sepolto nella chiesa del monastero di Santa Maria in Aurona, forse fondato dallo stesso Teodoro poco prima e dove il vescovo e suo fratello Paolo avevano ottenuto il diritto di poter portare con sé un terzo del proprio patrimonio.